# Visoko (Šenčur, Slovenija)
Visoko je naselje u slovenskoj Općini Šenčuru. Visoko se nalazi u pokrajini Gorenjskoj i statističkoj regiji Središnja Slovenija. 

## Stanovništvo
Prema popisu stanovništva iz 2002. godine naselje je imalo 802 stanovnika.